# Heinrich Ewers (Maler)
August Heinrich Ewers, auch Heinz Ewers (* 20. November 1817 in Wismar; † 13. März 1885 in Düsseldorf), war ein deutscher Maler der Düsseldorfer Schule.

## Leben
Heinrich Ewers war Sohn eines Nagelschmieds. Im Jahr 1836 begann er an der Preußischen Akademie der Künste Berlin Bildhauerei zu studieren. Parallel arbeitete er als Möbelzeichner, außerdem entwarf er Stoffmuster und Tapeten. Unerforscht, lückenhaft und teils fragwürdig überliefert sind Ewers’ Beziehungen zum Schweriner Hof. Demnach soll Großherzog Friedrich Franz II. von Mecklenburg-Schwerin ihm eine Ausbildung als Sänger in Paris sowie als Maler in Belgien oder den Niederlanden finanziert haben. Kolportiert wurde, Ewers sei ein illegitimer Spross aus der großherzoglichen Familie oder aber mit der Großherzogin Marie liiert gewesen. Belegt ist, dass er viele Jahre bis zu seinem Tod als Hofmaler des Großherzogs tätig war und sich in diesem Zusammenhang bis 1884 oft im großherzoglichen Jagdschloss zu Raben Steinfeld aufhielt. Das Schloss war auch die Sommerresidenz von Großherzogin Marie. Ewers’ frühestes in der Literatur genanntes Gemälde Mönche mit einem Esel, der unter seiner Last zusammengebrochen ist (ehemalige Großherzogliche Gemäldegalerie Schwerin, lithografiert von Ludwig Burger) dokumentiert die Bezeichnung „Anvers [Antwerpen] 1850“.
In Düsseldorf etablierte sich Ewers als Maler. Möglicherweise war er im Umfeld der Kunstakademie Düsseldorf Privatschüler eines Malers. Befreundet war er mit den Malern Siegmund Lachenwitz, Gustav Stever und Hermann Becker. In Düsseldorf gehörte er seit 1861 dem Künstlerverein Malkasten an. Um 1864 lernte Ewers Maria aus’m Weerth kennen. 1869 heirateten sie und zogen in das Haus Immermannstraße 22. 1871 wurde der Sohn Hanns Heinz Ewers geboren, später ein berühmter Schriftsteller der Phantastik, 1873 der Sohn Ernst Gustav, später Konteradmiral der Vorläufigen Reichsmarine.

## Werk (Auswahl)

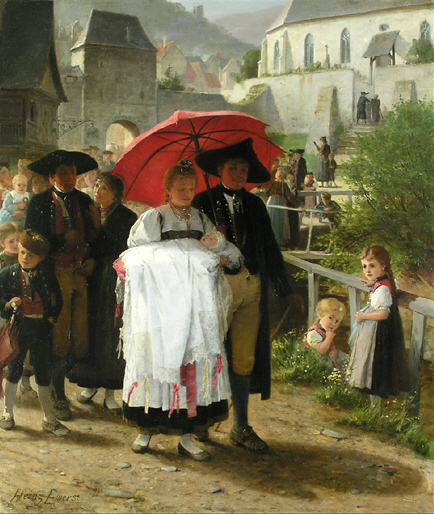
Heimweg von der Taufe

Ewers malte in akademischem Detailrealismus idyllische, durch harmonisch-toniges Kolorit und subtile Lichtführung ausgezeichnete Genrestücke des ländlichen Haus- und Familienalltags. Diese Bilder zeigen in spätromantischer Kunstauffassung oft dem Kinderleben entnommene (Der Mutter Unterricht, Die ersten Wasserstiefel, Die glückliche Familie, Er ist musikalisch, Vor dem Pfarrhause) oder festtägliche Motive (Gang zur Taufe, Hochzeitszug im Schwarzwald, Sonntagsmorgen, Weihnachtsmorgen). Viele im Galerieton gehaltenen Interieurs belegen sein Studium alter niederländischer Meister (Bei der Kartenlegerin). Manche Werke folgen der in der Malerei von Andreas Achenbach und der Düsseldorfer Malerschule seit den 1830er Jahren beliebten theatralisch-sentimentalen Katastrophen-Ikonografie von Seesturm, Schiffbruch und Rettung (Eine Fischerfrau mit ihrem Töchterlein auf einem Felsenvorsprung am Meer für die Heimkehr des Vaters betend, 1862). Einige enthalten einen patriotischen Unterton (Wider die Franzosen) oder sind den weitverbreiteten Lehrbubenszenen von Ludwig Knaus verwandt (Duett in der Schmiede, reproduziert als Holzschnitt in der Illustrierten Daheim, 1876). Auch pflegte Ewers das historistische Kostümgenre mit Motiven des 17. Jahrhunderts (In der Ahnengalerie, Künstler-Familie im Atelier). Im Bildnisfach entstanden Selbstporträts und Porträts der eigenen Familie (Hanns Heinz Ewers als Knabe, Porträt des Sohns Ernst Gustav, um 1880), bürgerliche Bildnisse (Der Glasmaler Ernst Gillmeister zu Schwerin, 1879) und Aristokraten-Porträts in der Funktion als Hofmaler. Bekannt sind zahlreiche Auftragswerke der großherzoglichen Familie von Mecklenburg-Schwerin, darunter Bildnisse und Kostümstücke, unter anderem die Darstellung der Prinzen in Pagentrachten, sowie posthume Bildnisse, etwa von Christian II. Ludwig und Prinz Friedrich in der Gemäldegalerie Schwerin (Christian II. Ludwig als Sammler, 1730, 1883). Ewers malte außerdem Historienbilder.